# Дикштейн, Шимон
Шимон (Семён) Рафаилович Дикштейн (пол. Szymon Dickstein, псевдонимы Ян Млот (пол. Jan Młot), Dynio, 8 февраля 1858 — 6 июля 1884) — польский биолог, участник марксистского крыла революционного движения, инициатор и один из переводчиков «Капитала» Маркса на польский язык. Автор известной в социалистическом движении (и за его пределами) брошюры «Кто чем живет» (Kto z czego żyje?), издававшейся в России большими тиражами.

## Биография
Родился в Варшаве в семье Рафаэля Дикштейн и Малгожаты Вальденбург; его братом Самуэль Дикштейн стал известным математиком и историком науки. Учился во II гимназии в Варшаве, после чего поступил изучать естествознание в Императорский Варшавский университет. С 1878 года жил за границей — сначала во Франции, а затем в Швейцарии.
Член первой партии «Пролетариат». Сотрудничал в связанных с ней изданиях, таких как «Przedświt» и «Równość». С января 1884 года совместно со Станиславом Мендельсоном редактировал теоретический орган польского «Пpoлeтapиaта» «Walka Klass» в Париже. Поддерживал контакты с революционной группой «Чёрный передел» (включая Плеханова и Дейча).
В 1881 году опубликовал в Женеве работу «Кто чем живёт» — одно из лучших изложений первого тома «Капитала», которая была переведена на многие языки. Она выдержала ряд изданий в качестве нелегальной брошюры, потом печаталась на законном основании (русское издание вышло в «Рабочей библиотеке» в Женеве в 1885 году, к вышедшему в 1899-1900 годах во Львове в «Издательстве Украинской социалистической партии» украинскому переводу приложение-послесловие писала Леся Украинка). 
Дикштейн также инициировал польский перевод труда Чарльза Дарвина «Происхождение видов путём естественного отбора» (непосредственно перед смертью в 1884 году). Кроме того, переводные работы Дикштейна включают многочисленные произведения Фердинанда Лассалля.
Из-за сложной финансовой ситуации и личных проблем покончил жизнь самоубийством. Он был похоронен на кладбище Каруж около Женевы.